# Lisa (rapper)
Lisa, pseudonimo di Lalisa Manobal, scritto anche Manoban (in thailandese ลลิษา มโนบาล; nata Pranpriya Manobal; Buriram, 27 marzo 1997), è una rapper, cantante, ballerina e attrice thailandese.
Dal 2016 è membro del girl group sudcoreano Blackpink, sotto contratto con la YG; ha debuttato come artista solista nel 2021 pubblicando il singolo Lalisa.

Firma di Lisa

## Biografia

### Primi anni
Nata il 27 marzo 1997 nella provincia di Buri Ram con il nome di Pranpriya Manobal, si trasferisce a Bangkok all'età di tre anni. In seguito, su consiglio di un indovino, cambia legalmente il suo nome in Lalisa, che significa «colei che viene lodata». Figlia unica, è cresciuta con la madre, Chitthip Brüschweiler, e il patrigno svizzero, Marco Brüschweiler, un rinomato chef attualmente attivo in Thailandia. Ha completato la sua istruzione secondaria presso la Praphamontree School I e II. Lisa è multilingue: oltre al tailandese, sua lingua madre, parla fluentemente il coreano e l'inglese, con una conoscenza di base del giapponese e del cinese.
Ha iniziato a prendere lezioni di danza a quattro anni e, durante la sua infanzia, ha partecipato a numerosi concorsi di ballo, entrando a far parte della crew We Zaa Cool, insieme a BamBam dei Got7. Nel settembre 2009, il gruppo ha partecipato al concorso LG Entertainment Million Dream Sanan World, vincendo il premio Special Team. Lisa ha inoltre preso parte a una competizione di canto come rappresentante della sua scuola, classificandosi al secondo posto.

### 2010-2015: attività prima del debutto
Nel 2010, la tredicenne Lisa ha tenuto un provino per unirsi all'etichetta discografica sudcoreana YG Entertainment. Fin da giovane si è interessata all'industria della musica K-pop, in particolare ammirando gli artisti come i Big Bang e le 2NE1. Tra i 4 000 candidati, è stata l'unica persona a qualificarsi, il che ha spinto l'allora CEO, Yang Hyun-suk, a offrire a Lisa la possibilità di diventare una tirocinante della YG Entertainment. Così nel 2011, Lisa si è trasferita in Corea del Sud per iniziare la sua formazione come tirocinante, durata cinque anni.
È entrata ufficialmente a far parte dell'etichetta come prima apprendista non etnicamente coreana l'11 aprile 2011. Prima di debuttare ufficialmente, nel novembre 2013, è apparsa nel video musicale di Taeyang Ringa Linga e nel marzo 2015 ha intrapreso il suo primo lavoro di modella per i marchi Nona9on e Moonshot.

### 2016-2023: debutto con le Blackpink eLalisa

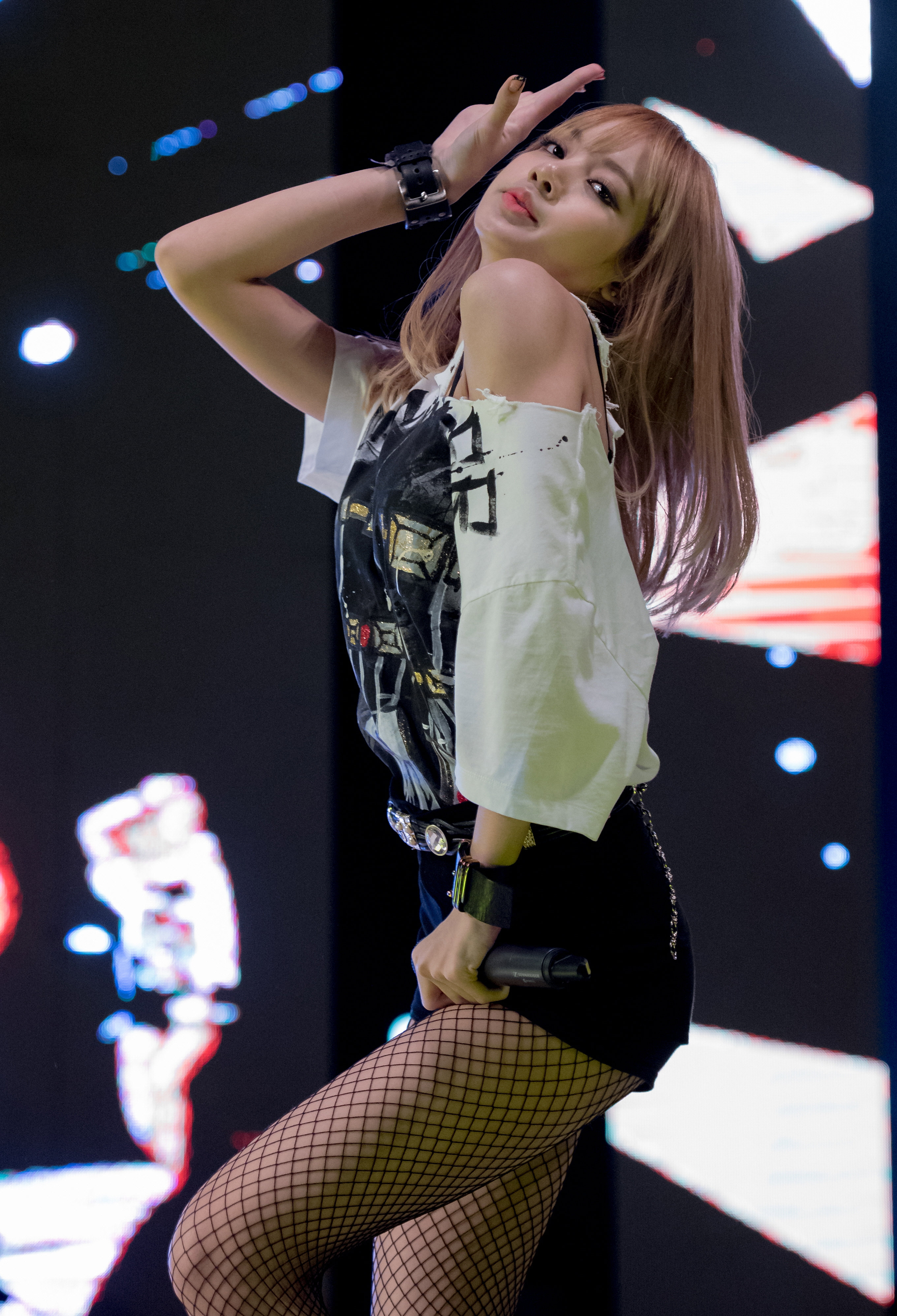
Lisa nel 2017

Nell'agosto 2016, Lisa ha debuttato ufficialmente come membro del girl group sudcoreano Blackpink con il singolo Square One trainato dai brani principali Boombayah e Whistle, che ha ottenuto un all-kill, in cima a tutte le classifiche sudcoreane.
Nel 2018, è apparsa sul piccolo schermo per il programma Real Man 300 come membro permanente dello show come parte dell'edizione della Korea Army Academy. Lo spettacolo ha segnato il suo primo ruolo in un programma televisivo e le è valso un premio non ufficiale come Personaggio dell'anno gli MBC Entertainment Awards del 2018.
Il 5 novembre 2018, ha aperto il suo canale YouTube, Lilifilm Official, canale incentrato sui suoi viaggi e sullo stile di vita insieme a spettacoli di danza. A luglio 2019, ha raggiunto oltre 1,3 milioni di iscritti e ha ricevuto un YouTube Gold Play Button. Uno dei suoi video di danza è diventato virale nel 2020 a seguito di un meme derivato dal video; celebrità come Dolly Parton, Stephen Colbert, James Corden, Luke Evans e Lil Nas X hanno partecipato al trend. Nel marzo 2020, è tornata nuovamente in televisione come mentore di danza nella seconda stagione del programma televisivo cinese Youth With You. A febbraio 2021, è tornata nuovamente come mentore nella terza stagione del reality.
Il 19 aprile 2021, la YG Entertainment ha rivelato al media sudcoreano The Korea Herald che Lisa avrebbe debuttato come solista. Il singolo di debutto, Lalisa è stato pubblicato il 10 settembre 2021. Dopo l'uscita, il video musicale del brano è diventato il video più visto da un solista in 24 ore con 73,6 milioni di visualizzazioni, battendo il record detenuto da Me! di Taylor Swift e Brendon Urie, che ha ricevuto 65,2 milioni di visite in 24 ore. Lalisa, insieme alla seconda traccia del singolo Money hanno raggiunto rispettivamente il 1º e il 10º posto nella Billboard Global 200, facendo ottenere alla rapper i suoi primi due successi nella top ten. La versione fisica del singolo, il single album, ha venduto 736 221 copie in Corea del Sud nella prima settimana di uscita, stabilendo il record per le vendite più alte della prima settimana tra tutte le artiste e facendo di Lisa la prima solista donna a raggiungere 500 000 copie nelle vendite della prima settimana.
Ad ottobre dello stesso anno ha confermato la sua partecipazione al brano SG insieme al disc jockey DJ Snake e con i rapper Ozuna e Megan Thee Stallion. La collaborazione ha debuttato alla 19ª posizione della Billboard Global 200 e al 2º posto nella classifica US Bubbling Under Hot 100, ed è diventata la sua prima canzone numero uno nella classifica Latin Airplay.
Il 28 agosto 2022 ha vinto l'MTV Video Music Awards per il miglior video K-Pop per Lalisa diventando così la prima artista K-pop solista nella storia a vincere la statuetta, mentre il 13 novembre le è stato assegnato l'MTV Europe Music Awards per il miglior artista K-pop ed è diventata la prima artista K-pop solista nella storia a vincere anche quest'ultimo ambito premio. Ha ricevuto due Guinness World Records nel 2023 per Lalisa e un altro per essere anche l'artista K-pop più seguita su Instagram.

### 2023-presente: abbandono dalla YG Entertainment,Alter Egoe debutto da attrice

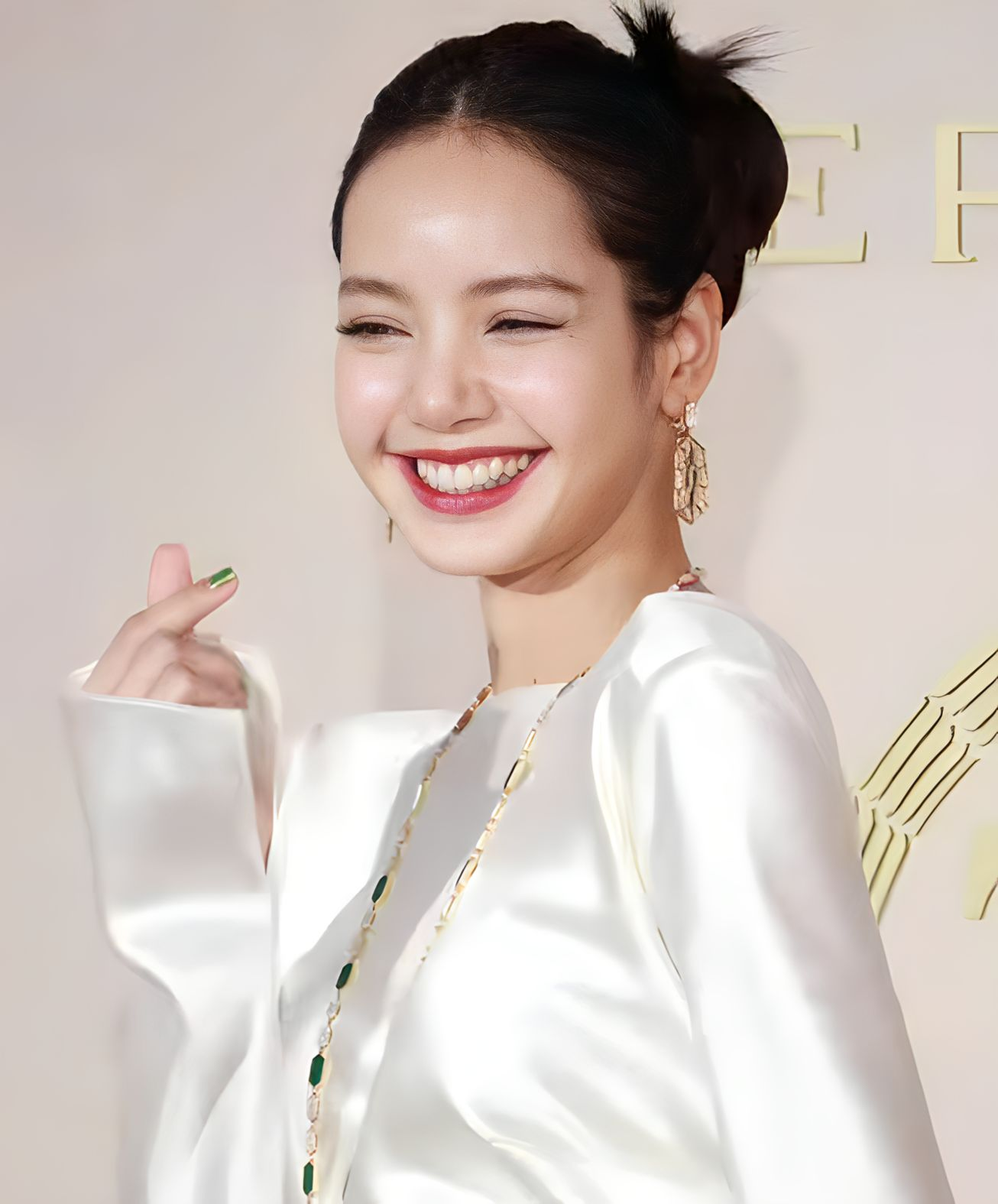
Lisa nel 2023

Il 25 aprile 2023 è stato pubblicato Shoong!, brano di Taeyang che ha visto la partecipazione della rapper. Lisa ha ricevuto altri due Guinness World Records a maggio per l'artista K-pop solista femminile più veloce a raggiungere 1 miliardo di stream e un altro per il primo album di un artista K-pop solista a raggiungere 1 miliardo di stream su Spotify con Lalisa. Con questo, è diventata la solista K-pop con il maggior numero di Guinness World Record nella storia, vincendone sette rispetto ai cinque dell'ex detentore del record Psy.
Nel settembre 2023, Manobal è stata la protagonista di cinque spettacoli per il cabaret parigino Crazy Horse. Ha eseguito diverse scene ed è apparsa con la troupe per brani originali dal repertorio del cabaret, tra cui But I Am a Good Girl e Crisis? What Crisis?. Lo stesso mese, ha guadagnato il suo ottavo record per la prima traccia di un artista solista K-pop a raggiungere 1 miliardo di stream su Spotify con il suo brano Money. Per celebrare il risultato, Lisa è apparsa nel quarto episodio della serie Billions Club di Spotify il 15 novembre, in cui ha ricevuto una targa a forma di piatto.
Il 22 novembre 2023, Lisa è stata investita da Carlo III come membro onorario dell'Ordine dell'Impero Britannico insieme agli altri membri delle Blackpink durante un'investitura speciale a Buckingham Palace alla quale ha partecipato anche il presidente della Corea del Sud Yoon Suk-yeol. Il 5 dicembre, la YG Entertainment ha annunciato che Lisa insieme agli altri membri delle Blackpink avevano rinnovato i loro contratti per le attività di gruppo e che i contratti individuali dei membri erano ancora in discussione. L'etichetta ha successivamente confermato il 29 dicembre che Lisa e gli altri membri delle Blackpink hanno accettato di non procedere con un contratto con la YG Entertainment per le loro attività individuali.
Nel gennaio 2024 è stata la protagonista dell'evento di beneficenza Le Gala des Pièces Jaunes organizzato dalla première dame di Francia, Brigitte Macron, a Parigi dove ha eseguito un medley dei suoi singoli, compresa anche un'apparizione a sorpresa durante il set di DJ Snake, in cui hanno cantato SG dal vivo per la prima volta insieme. L'8 febbraio, Lisa ha annunciato di aver lanciato la sua etichetta discografica, la Lloud. Lisa farà il suo debutto come attrice nella terza stagione della serie televisiva The White Lotus. Il 10 aprile è stato annunciato che, in collaborazione con la sua agenzia Lloud, si è unita all'etichetta RCA Records per pubblicare la sua discografia.
Dopo aver firmato con la casa discografica sopracitata, è tornata sulle scene musicali con il singolo Rockstar pubblicato il 28 giugno. Il 16 agosto successivo, Lisa ha pubblicato il suo nuovo singolo New Woman insieme alla cantante spagnola Rosalía. Il 28 settembre, durante un'esibizione al Global Citizen Festival a New York, ha presentato un suo brano inedito, Moonlit Floor (Kiss Me). Il 19 novembre annuncia l'uscita del suo primo album in studio, Alter Ego, prevista per il 28 febbraio 2025. Nel frattempo, il 6 febbraio, pubblica il singolo Born Again, che vede la collaborazione della rapper statunitense Doja Cat e della cantante britannica Raye. Il 3 marzo 2025 diventa la prima artista K-pop ad esibirsi durante la cerimonia di premiazione dei Premi Oscar. L'11 e il 18 aprile seguenti, durante la sua prima esibizione da solista al Coachella Valley Music and Arts Festival, ha eseguito alcuni brani di Alter Ego. Il 2 maggio appare nel singolo Priceless dei Maroon 5, preludio dell'ottavo album in studio del gruppo. Il 29 dello stesso mese viene annunciata la produzione di un film documentario su Lisa da parte di Sony Music Vision: diretto da Sue Kim, il film racconterà la vita dell'artista, la sua carriera da solista e il suo debutto come attrice in The White Lotus.

## Altre attività

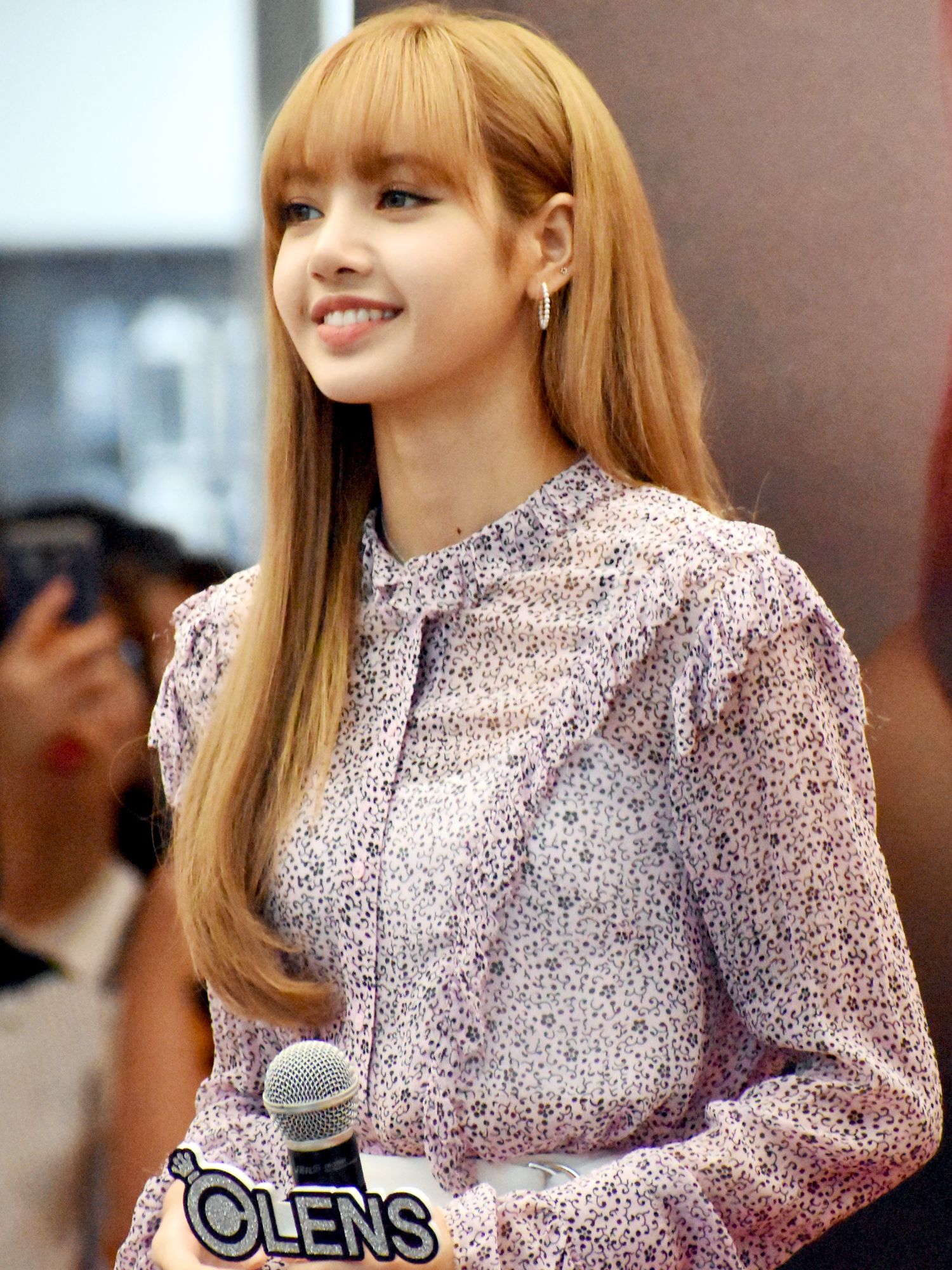
Lisa nel 2018

Grazie al suo lavoro come modella per il marchio di cosmetici sudcoreano Moonshot, è diventata ambasciatrice del marchio in Cina il 21 marzo 2018. Il 28 marzo 2019, Lisa ha firmato il suo primo contratto di sponsorizzazione per AIS Thailand, il più grande operatore di telefonia mobile GSM in Thailandia ed è diventata la presentatrice più pagata per AIS. Inoltre, la sua campagna pubblicitaria è diventata la pubblicità più apprezzata in Thailandia. L'11 maggio 2019, è diventata la presentatrice del marchio per il Samsung Galaxy S10 in Thailandia. Il suo primo materiale promozionale per il marchio è stato reso pubblico il 14 maggio.
Nel gennaio 2020, Lisa si è unita a Mino dei Winner come modella per la gamma di abbigliamento My Shelter della stagione SS20 del marchio di abbigliamento sportivo Adidas. Grazie alla ritrovata popolarità di Lisa in Cina attraverso la sua apparizione nella seconda stagione di Youth With You come mentore di danza, è stata annunciata come nuova portavoce del marchio cinese di ammorbidenti D&G Downy il 13 maggio. Ben presto divenne la nuova portavoce del marchio per una delle più grandi aziende lattiero-casearie cinesi, la marca cinese di yogurt di Mengniu Dairy, Zhengouli. Il 27 giugno, Tencent Games ha annunciato Lisa come la nuova rappresentante di Supercell in Cina per il videogioco Brawl Stars. Nell'ottobre 2020, MAC, marchio di proprietà di Estée Lauder, aveva nominato Lisa come la loro nuova ambasciatrice del marchio globale. È diventata il volto delle loro rinomate collezioni e delle loro campagne chiave, nonché musa ispiratrice di progetti di innovazione. "Sempre sicura di sé e mai rifuggire dai rischi, incarna il nostro impegno nel celebrare l'individualità e l'espressione di sé sopra ogni altra cosa", ha spiegato il vicepresidente e direttore creativo globale, Drew Elliott. "Non vediamo l'ora che i suoi fan vedano cosa ha in serbo per loro grazie alla nostra collaborazione".
Il 22 febbraio 2021, Lisa è stata annunciata come testimonial dello smartphone Vivo S9. Nel marzo 2022, è diventata ambasciatrice del marchio di whisky Chivas Regal. Nel settembre 2024 è stata protagonista di una campagna per il marchio statunitense di apparecchiature audio Bose, promuovendo i suoi nuovi auricolari Ultra Open Earbuds.

### Moda

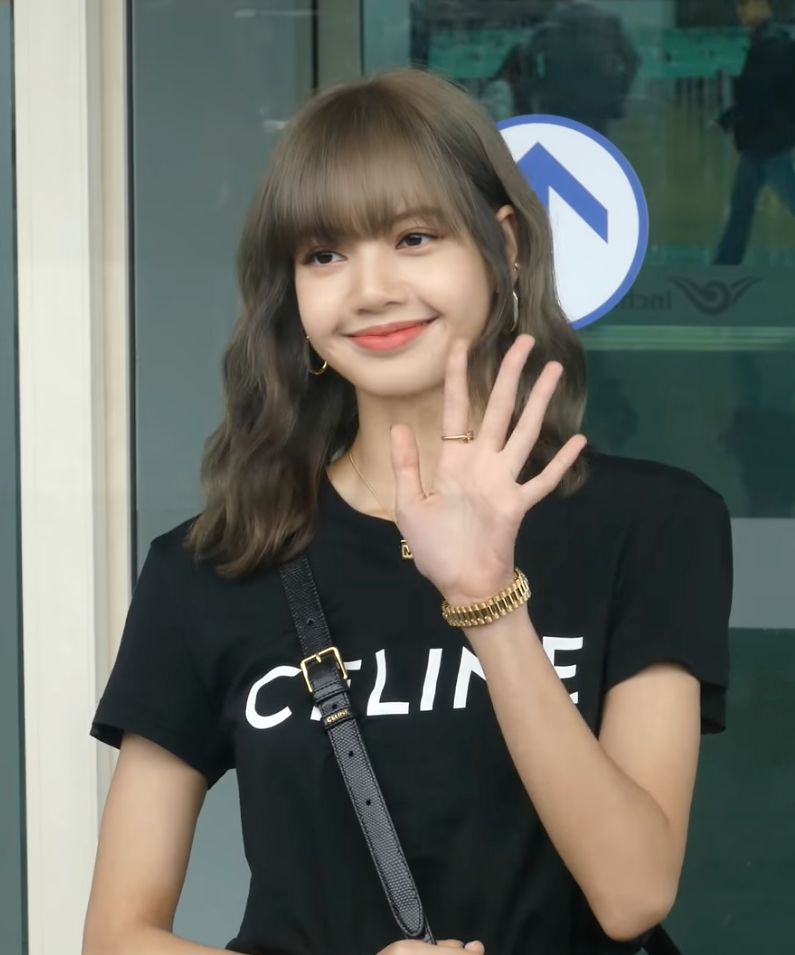
Lisa all'aeroporto di Incheon, giugno 2019

Nel gennaio 2019, Lisa è diventata la musa ispiratrice di Hedi Slimane, direttore artistico, creativo e dell'immagine di Céline, un marchio di lusso francese. Nel settembre 2020, è stata annunciata come loro ambasciatrice globale. È stata protagonista della campagna Essentials del marchio nel giugno 2020, fotografata dal direttore creativo Hedi Slimane ed è stata ampiamente fotografata con abiti e accessori Céline. In una dichiarazione, il marchio ha dichiarato: "Siamo lieti di annunciare la continua collaborazione di Céline con Lisa, che rappresenterà la casa come ambasciatrice globale".
Lo stesso anno, a novembre, Penshoppe rivelò che Lisa si era unita alla famiglia Penshoppe come loro nuovo ambasciatrice. Inoltre, il 24 luglio 2020, Lisa è stata ufficialmente selezionata come la nuova global ambassador di Bulgari, un marchio di lusso italiano. In qualità di ambasciatrice di Bulgari, ha partecipato alle campagne digitali delle collezioni "Serpenti" e "Bzero One".
Il 16 febbraio 2021 Lisa si è unita alla giuria ospite degli Andam Fashion Awards. Il 13 novembre seguente, invece, ha lanciato la sua nuova collezione per il marchio di cosmetici statunitense MAC Cosmetics, intitolata MAC X L.
Nel luglio 2024 è diventata ambasciatrice della maison Louis Vuitton.

## Filantropia
Il 17 settembre 2019, a seguito di una pioggia torrenziale portata da un monsone che ha causato inondazioni in 32 province thailandesi, la blogger di bellezza Koi Onusa, una parente di Lisa, ha rivelato che Lisa aveva donato 100 000 Baht, pari a 2650 Euro, al fondo dell'attore thailandese Bin Bunluerit per aiutare le persone evacuate nelle inondazioni come soccorso in caso di calamità.
Nel settembre 2021, Lisa ha espresso interesse a partecipare ad un programma sociale guidato dalla Fondazione coreana per lo scambio culturale internazionale in collaborazione con la YG Entertainment per la provincia di Buriram e ha presto lanciato un account online per aiutare a raccogliere donazioni. La partnership tra la fondazione e la YG Entertainment mira a costruire un complesso culturale di 160 metri quadrati presso la Non Suwan Phitthayakhom School di Buriram, tra le altre cose che include la fornitura di computer, proiettori e altre attrezzature multimediali alla scuola e la creazione di un'accademia di danza K-pop con personale da istruttori locali.
Nel luglio 2024, è stata annunciata come headliner del Global Citizen Festival, un evento parte di una missione per porre fine alla povertà estrema che ha avuto luogo a New York il successivo 28 settembre.

## Impatto

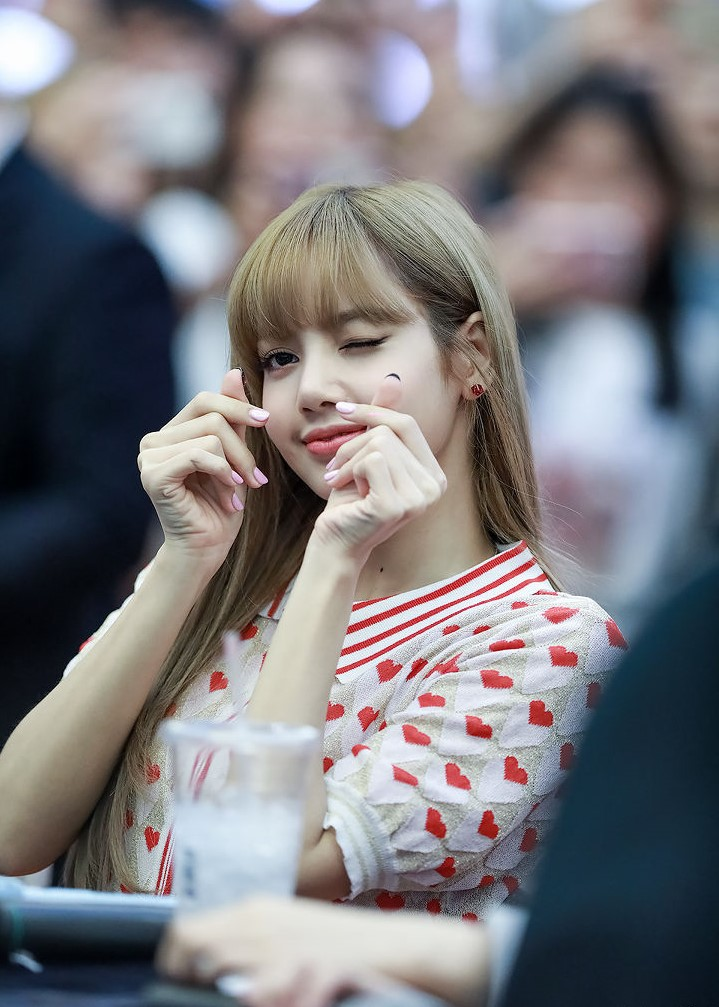
Lisa ad un fan-meeting all'AK Plaza a Seul nel 2018

Lisa è stata citata come influenza da altri artisti dell'industria K-pop. Gaga del gruppo Nature e Mayna delle Hot Issue hanno entrambe indicato Lisa come loro modello di riferimento. Il brano Tomboy della cantante statunitense Destiny Rogers ha registrato un aumento del 1939% dei flussi giornalieri su Spotify ed è entrata nelle classifiche di ITunes e Apple Music di vari paesi in seguito a un video di esibizione di ballo caricato da Lisa sul suo canale YouTube. La stessa Rogers ha espresso su Twitter la propria gratitudine nei confronti di Lisa per aver rivitalizzato la canzone. Lisa è stata elogiata dal primo ministro thailandese, Prayut Chan-o-cha, per aver promosso la cultura thailandese nel video musicale del brano Lalisa. Grazie ai riferimenti culturali presenti nel video musicale del medesimo brano, è stato registrato un aumento delle vendite di costumi e accessori tradizionali thailandesi nei mercati locali della città di Bangkok. Nel marzo 2021, Lisa, insieme ad altre cinque celebrità thailandesi, è stata insignita del premio “Inspirational Role Model”, conferito dall'organizzazione Children and Youth Development Club, in riconoscimento del suo lavoro di leader e modello per le nuove generazioni in Thailandia. Nel 2023 è stata insignita dal Ministero della Cultura thailandese del premio onorario Wattanakunathorn (Cultural Ambassador Leader) in onore del suo ruolo di "forza trainante che promuove la Thailandia nel mondo attraverso il soft power per aumentare il valore dell'economia".
Lisa è diventata l'idol K-pop più seguita su Instagram nell'aprile 2019, con 17,4 milioni di follower all'epoca, e successivamente è diventata la prima idol K-pop a superare i 50 milioni di follower su Instagram nell'aprile 2021. Nel gennaio 2023 ha ottenuto il Guinness World Record per essere l'artista K-pop più seguita sulla piattaforma, con 87 milioni di follower. A settembre 2021, Lisa deteneva anche il record di solista femminile K-pop con più iscritti su YouTube con il suo canale Lilifilm Official, che contava 8,24 milioni di iscritti. Nell'agosto 2024 è diventata la solista K-pop più seguita su Spotify, con 8,7 milioni di follower. L'influenza commerciale e il potenziale di marketing di Lisa sono stati notati dai media e citati come esempio di cambiamento delle strategie promozionali nell'industria della moda e del trucco. Dopo aver ottenuto il suo primo servizio di copertina in solitaria con Harper's Bazaar Thailand per il numero di maggio 2019, il distributore della rivista ha riferito che tutte le 120.000 copie stampate e in stock sono state esaurite. In genere, si dice che vengano stampate 30.000 copie (per ogni numero), e che le celebrità più famose possano avere una media di 60.000 copie. Tuttavia, nonostante la vendita di 120.000 copie, la richiesta da parte del pubblico per Lisa non è stata soddisfatta.
In seguito all'apparizione di Lisa e ai post sui social media della sfilata della Collezione Uomo Primavera Estate 2020 di Céline in Francia durante la settimana della moda di Parigi, è stato riportato che le ricerche globali della borsa Triomphe del marchio sono aumentate del 66%. La partnership di Lisa con MAC Cosmetics è stata definita una delle migliori collaborazioni di bellezza del 2020 da Launchmetrics secondo il suo algoritmo Media Impact Value (MIV), e l'annuncio della partnership è diventato il post di MAC Cosmetics più importante dell'anno. Inoltre, Launchmetrics ha attribuito in parte il successo degli endorsement di Lisa alla loro autenticità, in quanto lei presenta spesso gli stessi marchi sui suoi canali social. Il 10 aprile 2023, i ricercatori dell'Università di Chiang Mai hanno chiamato la specie floreale thailandese Friesodielsia lalisae in onore di Lisa. Nell'ottobre dello stesso anno, Lisa è stata inserita nella Hall of Fame asiatica del 2023, insieme a personaggi del calibro di Freddie Mercury e Ryuichi Sakamoto.

## Discografia

### Da solista

#### Album
- 2025 – Alter Ego

#### Singoli
- 2021 – Lalisa
- 2021 – SG (con DJ Snake, Ozuna e Megan Thee Stallion)
- 2021 – Money
- 2024 – Rockstar
- 2024 – New Woman (feat. Rosalía)
- 2024 – Moonlit Floor (Kiss Me)
- 2025 – Born Again (feat. Doja Cat e Raye)
- 2025 – Priceless (con i Maroon 5)

### Blackpink

#### Album in studio
- 2020 – The Album
- 2022 – Born Pink

#### Album dal vivo
- 2019 – Blackpink Arena Tour 2018 "Special Final in Kyocera Dome Osaka"
- 2019 – Blackpink 2018 Tour 'In Your Area' Seoul
- 2020 – Blackpink 2019-2020 World Tour In Your Area-Tokyo Dome-
- 2021 – Blackpink 2021 'The Show' Live

#### Raccolte
- 2018 – Blackpink in Your Area

## Tournée

### Da solista
- 2024 – Lisa Fan Meetup in Asia 2024

### Con le Blackpink
- 2018 – Blackpink Arena Tour
- 2018/20 – Blackpink World Tour in Your Area
- 2022/23 – Born Pink World Tour
- 2025/26 – Deadline World Tour

## Filmografia

### Cinema
- Blackpink: The Movie (블랙핑크: 더 무비?, Beullaekpingkeu: Deo mubiLR), regia di Oh Yoon-dong e Jung Su-yee (2021)[95]
- Blackpink World Tour [Born Pink] In Cinemas, regia di Oh Yoon-dong e Geun Min (2024)[96]

### Cortometraggi
- Dream, regia di Ojun Kwon (2025)

### Televisione
- The White Lotus – serie TV, 8 episodi (2025)
- Hitmakers – serie TV, episodio 6 (2025)

### Documentari
- Blackpink: Light Up the Sky, regia di Caroline Suh (2020)

## Programmi televisivi
- Lisa TV (OnStyle, 2017) – Membro del cast
- Real Man 300 (MBC, 2018) – Membro del cast
- Youth With You (iQiyi, 2020, 2021) – Mentore di danza

## Riconoscimenti
- Asia Artist Awards
  - 2023 – Candidatura al Premio popolarità per le cantanti donne[97]

- Bravo Otto
  - 2021 – Rivelazione nazionale o internazionale[98]

- Circle Chart Music Awards
  - 2022 – Premio MuBeat Global Choice (donne)[99]

- The Fact Music Awards
  - 2021 – Candidatura al Fan N Star Choice Artist[100]

- Joox Malaysia Top Music Awards
  - 2022 – Top 5 migliori successi K-Pop (fine anno) per Lalisa[101]
  - 2022 – Top 5 migliori successi internazionali (fine anno) per Money[102]
  - 2022 – Candidatura alla Top 5 migliori successi internazionali (fine anno) per SG[103]
  - 2022 – Candidatura alla Scelta dei migliori fan (fine anno)[104]

- Joox Thailand Music Awards
  - 2020 – Candidatura alla Social Superstar[105]
  - 2022 – Canzone coreana dell'anno per Money[106]
  - 2022 – Candidatura alla Canzone coreana dell'anno per Lalisa[107]
  - 2022 – Candidatura alla Canzone internazionale dell'anno per SG[107]

- Kids' Choice Awards
  - 2025 – Candidatura all'Artista rivelazione femminile preferita[108]

- MAMA Awards
  - 2021 – Top 10 mondiale scelta dai fan[109]
  - 2021 – Candidatura all'Artista dell'anno[110]
  - 2021 – Candidatura al Momento preferito[111]
  - 2021 – Candidatura alla Canzone dell'anno per Lalisa[110]
  - 2021 – Candidatura alla Miglior esibizione di ballo solista per Lalisa[110]
  - 2021 – Candidatura alla Miglior artista femminile[110]
  - 2021 – Candidatura alla Icona globale dell'anno[110]

- MTV Europe Music Awards
  - 2021 – Candidatura al Miglior artista K-pop[112]
  - 2022 – Miglior artista K-pop[113]
  - 2024 – Miglior collaborazione per New Woman[114]
  - 2024 – Biggest Fans[114]
  - 2024 – Candidatura al Miglior artista K-pop[114]
  - 2024 – Candidatura al Miglior video per New Woman[114]

- MTV Millennial Awards
  - 2022 – Candidatura al Miglior K-pop[115]
  - 2022 – Candidatura al Miglior fandom[115]
  - 2022 – Candidatura alla Hit mondiale dell'anno per Money[115]

- MTV Video Music Awards
  - 2022 – Miglior video K-pop per Lalisa[116]
  - 2024 – Miglior video K-pop per Rockstar[117]
  - 2024 – Candidatura alla Migliore direzione artistica per Rockstar[117]
  - 2024 – Candidatura alla Miglior coreografia per Rockstar[117]
  - 2024 – Candidatura al Miglior montaggio per Rockstar[117]

- Myx Music Awards
  - 2024 – Candidatura al Video globale dell'anno per Rockstar[118]

- Premio Lo Nuestro
  - 2023 – Candidatura alla Collaborazione crossover dell'anno per SG[119]

- Seoul Music Awards
  - 2022 – Candidatura al Premio Bonsang per Lalisa[120]
  - 2022 – Candidatura al Premio popolarità K-Wave[120]
  - 2022 – Candidatura al Premio popolarità[120]

- UK Music Video Awards
  - 2024 – Candidatura al Miglior video pop internazionale per Rockstar[121]

## Doppiatrici italiane
Nelle versioni in italiano delle opere in cui ha recitato, Lisa è stata doppiata da:
- Sara Labidi in The White Lotus